# Новая Ивановка (Пермский край)
Новая Ивановка — деревня в составе Краснокамского городского округа в Пермском крае России. Входит в состав Пермской городской агломерации.  В рамках административно-территориального устройства, городской округ соответствует административно-территориальной единице город краевого значения Краснока́мск с подчинёнными ему населёнными пунктами.

## География
Деревня находится с северной стороны от железной дороги Москва-Пермь в 2 километрах на северо-восток от города Краснокамск в 1 километре на северо-запад от посёлка Оверята.

### Климат
Умеренно континентальный. Наиболее тёплым месяцем является июль, средняя месячная температура которого 17,4 ÷18,2°С, а самым холодным январь со среднемесячной температурой — 15,3 ÷-14,7°С. Среднегодовая температура 0,8°С÷1,1° С. Продолжительность безморозного периода 110 дней. Снежный покров удерживается 170—180 дней.

## История
До 2018 года входила в Оверятское городское поселение Краснокамского района. После упразднения обоих муниципальных образований вошла в состав образованного муниципального образования Краснокамского городского округа.

## Население
Население деревни составило 280 человек в 2002 году, 342 человека в 2010 году.
Национальный состав
Согласно результатам переписи 2002 года, в национальной структуре населения русские составляли 91 %.

## Транспорт
Остановка автобуса на маршрутах Краснокамск-Оверята и Краснокамск-Северокамск (Стряпунята). Железнодорожное сообщение через станцию Оверята.